# Malcus piceus
Malcus piceus är en insektsart som beskrevs av Zheng, Zou och Pei Ken Hsiao 1979. Malcus piceus ingår i släktet Malcus och familjen Malcidae. Inga underarter finns listade i Catalogue of Life.